# Покрајина Алборз
Алборшка покрајина (перс. استان البرز; Ostan-e Alborz) је једна од покрајина Ирана. Најмања је међу 31 иранском покрајином. Створена је 23. јуна 2010. године смјештена је у сјеверном дијелу земље подно планине Алборз. Омеђена је Мазандараном на сјеверу, Казвинском покрајином на западу, Марказијем на југу, те Техеранском покрајином на истоку. Сједиште покрајине налази се у граду Караџу.
Према подацима попису из 2011. популација Алборза је 2.412.513, од чега 90,5% становништа живело у урбаним срединама.

## Окрузи
- Иштехардски округ
- Караџански округ
- Назарабадски округ
- Савоџболашки округ
- Талекански округ